# Бергстрём, Густав
Йон Лаурентиус Густав Адольф Бергстрём (швед. ohn Laurentius Gustaf Adolf Bergström; 4 июля 1884, Гётеборг — 9 февраля 1938, Гётеборг) — шведский футболист, нападающий. Выступал за национальную сборную Швеции. Участник Олимпийских игр 1908 года.

## Биография
Выступал за «Эргрюте», в составе которого семь раз становился чемпионом Швеции. В финальных матчах 1905 и 1906 годов отмечался забитыми мячами.
В 1908 году был выбран отборочной комиссией национальной сборной Швеции по футболу в состав на первый матч сборной, в котором исполнял роль капитана команды. В этом матче, состоявшемся 12 июля, Швеция разгромила сборную Норвегии со счётом 11:3.
В октябре 1908 года был в составе сборной Швеции на Олимпийских играх 1908 года. На турнире принял участие в двух встречах: с Великобританией (1:12) и Нидерландами (0:2). В матче с британцами забил свой первый и единственный мяч за сборную.
Умер в Гётеборге 9 февраля 1928 года.

## Личная жизнь
Младшие братья также профессиональные футболисты. Эрик и Хенрик выступали за «Эргрюте», «Гётеборг» и сборную Швеции, а Георг выступал за «Эргрюте».

## Достижения
Эргрюте
- Чемпион Швеции: 1899, 1902, 1904, 1905, 1906, 1907, 1909